# Ван ден Берге, Фриц
Фриц ван ден Берге (нидерл. Frits van den Berghe; 3 апреля 1883, Гент — 23 сентября 1939, там же) — бельгийский художник, писавший свои работы преимущественно в импрессионистском и экспрессионистском стилях.

## Жизнь и творчество
Его отец был библиотекарем в Гентском университете. Фриц ван ден Берге изучал живопись в Художественной академии родного города. После её окончания в 1904 году он приезжает в небольшой фламандский городок Синт-Мартенс-Латем, где образовалась колония живописцев и сложилась своя, художественная Латемская школа. В ранний период своего творчества Ф. ван ден Берге создаё тпроизведения в импрессионистской манере. После начала Первой мировой войны он, как и многие другие художники из Синт-Мартенс-Латем, переселяется в Нидерланды. Под влиянием своего старшего друга Густава де Смета ван ден Берге начинает рисовать экспрессионистские работы. В этой творческий период (начиная с 1916 года) художник пишет мрачные, пессимистические полотна.
В 1922 году, после возвращения в Брюссель, художник для своих картин выбирает более светлые тона, их настроение становится более весёлым и радостным. Основной темой его творчества в этот период становится обнажённое женское тело. В 1925 году ван ден Берге переезжает в Гент, где подпадает под художественное влияние сюрреализма. Его работы в конце жизни написаны в фантастических и трагических тонах.

## Галерея
- Идиот у пруда (1926)
- Плодородие
- Мальпертус (1920)
- Муки поэта (1929)
- Цветы над городом (1929-1930)
- Цветы (1930)
- Мудрецы на берегу Лиса (1923)
- Вечные скитания бродяги (1923)